# تشنغ ون
تشنغ ون (بالصينية: 程文) هو واثب حواجز ‏ صيني، ولد في 6 أبريل 1989 في Bincheng, Binzhou ‏ في الصين.

## وصلات خارجية
- تشنغ ون على موقع الاتحاد الدولي لألعاب القوى (الإنجليزية)
- تشنغ ون على موقع أوليمبيديا (الإنجليزية)
- تشنغ ون على موقع اللجنة الأولمبية الصينية (الإنجليزية)